# Born to Sing: No Plan B
Born to Sing: No Plan B è il trentaquattresimo album discografico in studio del cantautore britannico Van Morrison, pubblicato nel 2012.

## Tracce
Testi e musiche di Van Morrison.
1. Open the Door (To Your Heart) – 5:19
2. Going Down to Monte Carlo – 8:12
3. Born to Sing – 4:39
4. End of the Rainbow – 4:35
5. Close Enough for Jazz – 3:45
6. Mystic of the East – 4:56
7. Retreat and View – 6:50
8. If in Money We Trust – 8:02
9. Pagan Heart – 7:52
10. Educating Archie – 5:41

## Classifiche
| Classifica (2012)                   | Posizione raggiunta |
| ----------------------------------- | ------------------- |
| Official Albums Chart (Regno Unito) | 15                  |
| Billboard 200 (Stati Uniti)         | 10                  |
| Irish Albums Chart (Irlanda)        | 12                  |
| FIMI (Italia)                       | 32                  |